# Kearney (Misuri)
Kearney es una ciudad ubicada en el condado de Clay en el estado estadounidense de Misuri. En el Censo de 2010 tenía una población de 8381 habitantes y una densidad poblacional de 250,46 personas por km².

## Geografía
Kearney se encuentra ubicada en las coordenadas 39°21′17″N 94°21′31″O / 39.35472, -94.35861, a poca distancia al norte del río Misuri y al oeste de la frontera con Nebraska. Según la Oficina del Censo de los Estados Unidos, Kearney tiene una superficie total de 33.46 km², de la cual 33.44 km² corresponden a tierra firme y (0.06%) 0.02 km² es agua.

## Demografía
Según el censo de 2010, había 8381 personas residiendo en Kearney. La densidad de población era de 250,46 hab./km². De los 8381 habitantes, Kearney estaba compuesto por el 96.18% blancos, el 0.38% eran afroamericanos, el 0.41% eran amerindios, el 0.39% eran asiáticos, el 0.1% eran isleños del Pacífico, el 0.78% eran de otras razas y el 1.77% pertenecían a dos o más razas. Del total de la población el 3.27% eran hispanos o latinos de cualquier raza.